# فيصل العيسى (لاعب كرة قدم)
فيص العيسى مواليد 18 سبتمبر 2004، هو لاعب كرة قدم سعودي يلعب حالياً لنادي الاتحاد كحارس مرمى.